# 親和力
『親和力』（しんわりょく、独：Die Wahlverwandtschaften）は、ゲーテの長編小説。1809年刊。もともとは構想中の『ヴィルヘルム・マイスターの遍歴時代』を構成する挿話の一つとして考えられていたもので、1808年の6月初めから7月末にかけて療養地カールスバートで第一稿が書き上げられ、しばらく原稿を寝かせた後1808年12月に再び着手、イェーナで8ヶ月の期間を費やして完成させられた。表題「親和力」は化合物間での反応のしやすさを表す化学用語（化学親和力参照）で作中でも登場人物間の会話において言及される。
作品はエードゥアルトとその友人の大尉（のちに少佐）、エードゥアルトの妻シャルロッテと彼女の姪オティーリエという4人の男女を中心として展開する一種の不倫小説である。エードゥアルトとシャルロッテは若い頃に、恋人同士であったが、互いに別々の異性と結婚し、その後互いの伴侶を失くすという、験を経て再婚したという経緯を持つ夫婦である。その静かな生活の中に、エードゥアルトは旧友の大尉を招き入れ、同時に姪のオティーリエを学校の寮から呼び戻す。しかしこの共同生活のなかで、感情的なエードゥアルトはまだ子供らしさの残るオティーリエと、理性的なシャルロッテは分別のある大尉とそれぞれ互いに惹かれあうようになる。
二組の男女はそれぞれ互いの心のうちを認め合うが、大尉がエードゥアルトに自制を求めたのに対して、エードゥアルトはオティーリエへの愛に突き進み、シャルロッテとの離婚を決意する。しかしシャルロッテが妊娠しているという報せを受けて八方ふさがりとなり、半ば自暴自棄となって出征する。時を経て無事帰還したエードゥアルトは決意を固め、オティーリエと会うが、その日、動揺を覚えた彼女は世話をしていたシャルロッテの赤子を舟から落とし死なせてしまう。シャルロッテは離婚を承諾するが、姦通の罪を自覚したオティーリエは館から出て行く。彼女は連れ戻されるが、密かに食事を絶つ。エードゥアルトび誕生日を前にしてオティーリエは亡くなり、エードゥアルトもしばらくして彼女の後を追うようにして死ぬ。
作品執筆の動機には、1807年頃の、イェーナの書店の養女であった当時18歳の少女ゾフィー・ブルクハルトに対するゲーテの密かな愛があった。作品の発表時は賛否両論であり、例えば先輩作家のヴィーラントは筋の不自然さや道徳観を難じ、ベッティーナ・フォン・アルニムは残酷な結末に対する不興を手紙で伝えた。少なからぬ大衆読者は作品を不道徳だと見なし、エードゥアルトとオティーリエの性格を非難した。熱狂的な賛同を示したのはフンボルト兄弟などのゲーテの友人・知人たちで、このためゲーテは1809年末に、この作品は実は友人たちのために書かれたのだと告白しなければならなくなった。ゲーテの崇拝者の一人であったツァハリーアス・ヴェルナーは、この作品に感銘を受けて自分の感覚的生活を絶ち、カトリックに改宗したとゲーテに手紙で伝えている。

## 主な日本語訳
- 実吉捷郎訳 『親和力』 岩波文庫、1956年
- 望月市恵訳 『親和力』「ゲーテ全集7」人文書院、1960年
- 柴田翔訳 『親和力』 講談社文芸文庫、1997年
- 浜川祥枝訳 『親和力』「ゲーテ全集6」潮出版社、新版2003年